# Maison (70 rue Colbert, Tours)
La maison 70 rue Colbert est une ancienne maison particulière à pans de bois dans la ville de Tours, dans le département français d'Indre-et-Loire.
Construite au XVe siècle, ses façades et ses toitures sont inscrites comme monuments historiques en 1946.

## Localisation
La maison est située dans le Vieux-Tours, à l'angle de la rue Colbert de la place Foire-le-Roi. La rue, Colbert reprenant le tracé d'une voie antique, est jusqu'au XVIIIe siècle la principale rue de Tours, reliant les quartiers proches de la basilique Saint-Martin à l'ouest au secteur de la cathédrale Saint-Gatien à l'est. La place Foire-le-Roi est, au Moyen Âge, l'une des principales places où se tiennent les foires de la ville.

## Histoire
La maison est construite au XVe siècle mais reprise au XVIIIe siècle au niveau des étages.
Les façades et les toitures sont inscrites comme monuments historiques par arrêté du 8 juillet 1946.

## Description
Le bâtiment se compose d'un rez-de-chaussée en maçonnerie surmonté de deux étages et d'un comble mansardé, à pans de bois. Le balcon en fer forgé de la baie qui, au premier étage, donne sur la rue, est un ajout récent, peut-être du XVIIIe siècle.
La façade de la maison sur la rue Colbert est revêtu d'un essentage d'ardoises, les pans de bois restant apparents du côté de la place Foire-le-Roi.

## Pour en savoir plus